# Svenska Nyhetsbrev
Svenska Nyhetsbrev (organisationsnummer 556363-7825) var ett svenskt företag som publicerade nyhetsbrev för olika branscher som distribuerades i både digital och tryckt form.
Företaget grundades 1991 och drevs länge Gunnar Loxdal. Namnet ändrades först till Svenska nyhetsbrevsförlaget och därefter enbart Svenska Nyhetsbrev AB. Det köptes av analysföretaget Bisnode år 2008. I april 2013 köptes företaget av Bonnier. Huvuddelen av verksamheten bedrivs idag inom Bonnier Business Media.

## Titlar
Bland nyhetsbrev publicerade av Svenska Nyhetsbrev fanns:
- Risk & Försäkring (ISSN 1404-1006). Drivs av VA Insight.
- Pensioner & Förmåner. Drivs av VA Insight.
- Fond & Bank (ISSN 1404-0964). Drivs av VA Insight.
- Läkemedelsmarknaden. Drivs av Insikt Medicin (Dagens Medicin).
- Telekommarknaden. Bytte namn till VA Telekommarknaden, därefter till Analys & Telekom[4] innan det lades ner år 2015.[5]
- Energimarknaden. Drivs av VA Insight.
- Sjukvårdens Affärer.

Nyhetsbreven var också initiativtagare och arrangörer för flera olika branschpriser och arrangemang:
- Årets pensionsspecialist, delas ut av Pensioner & Förmåner.
- Insurance Awards, drivs av Risk & Försäkring.
- Fondmarknadsdagen, drivs av Fond & Bank